# Gramzow
Die Gemeinde Gramzow gehört zum Landkreis Uckermark im Norden Brandenburgs und liegt etwa 13 km von der Kreisstadt Prenzlau entfernt. Sie liegt im Ballungsraum von Stettin. In Gramzow befindet sich der Verwaltungssitz des gleichnamigen Amtes.

## Geografie
Das Dorf Gramzow liegt an den Seen Klostersee (auch Haussee) und Kantorsee. Im Ort befindet sich der Schulzensee. In südlicher Richtung (an der B 198 nach Angermünde) liegt der Glambecksee. Südwestlich von Gramzow (in Richtung Melzow/Warnitz) befinden sich die Kuhseen (Großer und Kleiner Kuhsee). Die Badestelle am Großen Kuhsee erreicht man von Karlshof aus.
Windrose zur Orientierung über seine Lage:

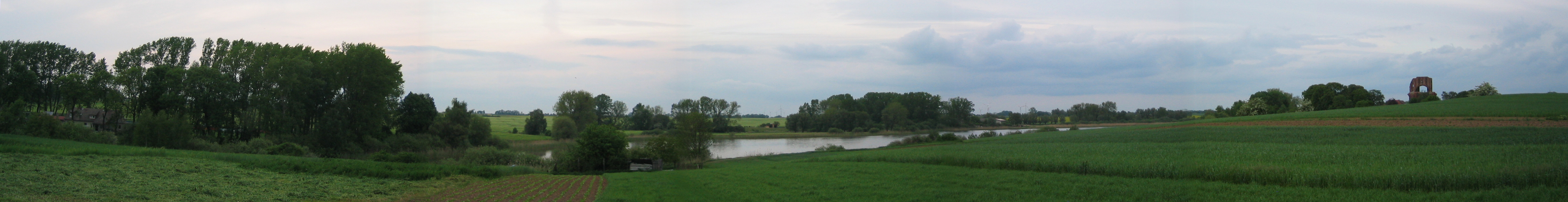
Klostersee in Gramzow, im Hintergrund (linker Bildrand) der Gramzower Sportplatz, am rechten Bildrand die Klosterruine.

| Prenzlau | Pasewalk                                    | Szczecin (Stettin) |
| Templin  | Kompassrose, die auf Nachbargemeinden zeigt | Gartz (Oder)       |
| Melzow   | Angermünde                                  | Schwedt/Oder       |

## Gemeindegliederung
Zu Gramzow gehören die Ortsteile Gramzow, Lützlow, Meichow und Polßen sowie die Wohnplätze Ausbau, Forsthaus, Karlshof, Koboltenhof, Neumeichow, Randowhöhe und Zehnebeck.

## Geschichte

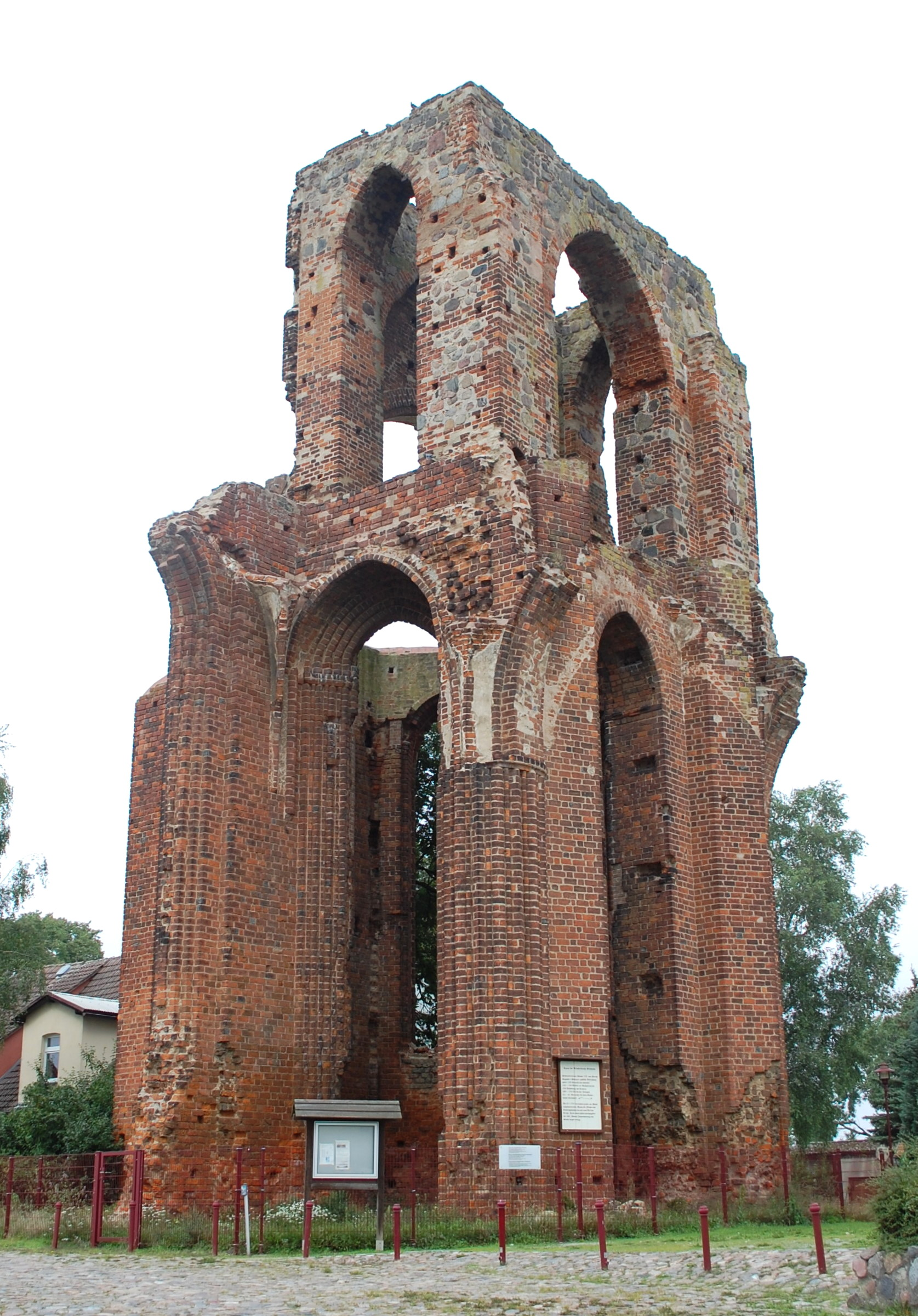
Klosterruine Gramzow

Bei Grabungen zur Vorbereitung der Ostsee-Pipeline-Anbindungsleitung OPAL wurde bei Neumeichow eine Gruppe von sieben slawischen Körpergräbern der ersten Hälfte des 12. Jahrhunderts gefunden. Die Skelette wurden von der Anthropologin Bettina Jungklaus untersucht. Die vier Erwachsenen und drei Kinder waren alle in gestreckter Rückenlage in Ost-West-Ausrichtung bestattet. Bei vier der Toten lag der Kopf im Osten, bei den anderen im Westen. Bei einer 45 bis 50 Jahre alten Frau befanden sich im Bereich des Kopfes zwei Schläfenringe als Bestandteile der spätslawischen Tracht. Die anderen Gräber waren ohne Beigaben. Bei der Frau mit den Schläfenringen lagen zudem auf dem Kopf ein großer und ein kleinerer Stein sowie auf den Füßen ein großer Stein. Solche „Versteinungen“ sind in spätslawischen Körpergräbern schon länger bekannt. Sie zielen wahrscheinlich darauf ab, die Wiederkehr des Verstorbenen zu verhindern. Bei dieser Frau könnte das an sechs unterschiedlich großen Osteomen am Stirnbein gelegen haben. Die größte maß im Durchmesser 13 mm und war 5 mm hoch. Diese gutartigen, langsam wachsenden Knochentumore verursachen meist keine Schmerzen. Doch sind sie je nach Lage und Größe gut sichtbar wie bei der hier bestatteten Frau. Die Lage des großen Osteoms direkt auf der Stirn über dem linken Auge kennzeichnete das Gesicht zu Lebzeiten vermutlich auf markanter Weise.
Erstmals wird Gramzow im Jahr 1168 als villa Gramsowe (Dorf) urkundlich erwähnt und ist damit „ältester urkundlich überlieferter Ort der Uckermark“ (Lieselott Enders). Im Jahr 1177/78 wurde das Prämonstratenserkloster Gramzow gegründet. 1714 brannte die Klosterkirche nieder. Bis heute ist nur noch ein Teil der Westwand erhalten geblieben. Die Klosterruine ist ein Wahrzeichen Gramzows. Im Jahr 1288 wird Gramzow erstmals als Stadt erwähnt, seit 1586 nur noch als Flecken. Stadtherr war das Kloster, ab 1542/43 der Landesherr (Kurfürst).
1687 wurde die französische Kolonie gegründet. Die Réfugiés erhielten die Klosterkirche, die 1714 abbrannte, für ihre Gottesdienste.
Verwaltungsgeschichte
Gramzow, Lützlow, Meichow und Polßen gehörten seit 1817 zum Kreis Angermünde in der preußischen Provinz Brandenburg. 1952 wurden Gramzow, Lützlow und Meichow in den Kreis Prenzlau im DDR-Bezirk Neubrandenburg, Polßen in den Kreis Angermünde im Bezirk Frankfurt (Oder) eingegliedert.
Seit 1993 liegen die Orte im brandenburgischen Landkreis Uckermark. Am 31. Dezember 2001 wurden Lützlow, Meichow und Polßen in Gramzow eingemeindet.

## Bevölkerungsentwicklung
| Jahr | Einwohner |
| ---- | --------- |
| 1875 | 2 302     |
| 1890 | 2 164     |
| 1910 | 2 133     |
| 1925 | 1 923     |
| 1933 | 1 841     |
| 1939 | 1 778     |

| Jahr | Einwohner |
| ---- | --------- |
| 1946 | 2 152     |
| 1950 | 2 343     |
| 1964 | 1 850     |
| 1971 | 1 774     |
| 1981 | 1 507     |
| 1985 | 1 432     |

| Jahr | Einwohner |
| ---- | --------- |
| 1990 | 1 331     |
| 1995 | 1 293     |
| 2000 | 1 264     |
| 2005 | 2 110     |
| 2010 | 1 986     |
| 2015 | 1 901     |

| Jahr | Einwohner |
| ---- | --------- |
| 2020 | 1 788     |
| 2021 | 1 772     |
| 2022 | 1 752     |
| 2023 | 1 744     |
| 2024 | 1 728     |

Gebietsstand des jeweiligen Jahres, Einwohnerzahl: Stand 31. Dezember (ab 1991), ab 2011 auf Basis des Zensus 2011, ab 2022 auf Basis des Zensus 2022

## Politik

### Gemeindevertretung
Die Gemeindevertretung von Gramzow besteht aus 12 Gemeindevertretern und dem ehrenamtlichen Bürgermeister. Die Kommunalwahl am 9. Juni 2024 führte bei einer Wahlbeteiligung von 74,7 % zu folgendem Ergebnis:
| Partei / Wählergruppe         | Stimmenanteil 2019 | Sitze 2019 |        | Stimmenanteil 2024 | Sitze 2024 |
| ----------------------------- | ------------------ | ---------- | ------ | ------------------ | ---------- |
| Wählergruppe Zukunft (WGZ)    | –                  | –          | 44,4 % | 6                  |            |
| CDU                           | 56,5 %             | 7          | 19,1 % | 2                  |            |
| AfD                           | –                  | –          | 19,0 % | 2                  |            |
| Bürgernahe Kommunalpolitik    | 38,3 %             | 4          | 09,8 % | 1                  |            |
| Einzelbewerber Manfred Merres | –                  | –          | 02,7 % | 1                  |            |
| Einzelbewerber Henry Verwiebe | –                  | –          | 02,6 % | –                  |            |
| Einzelbewerber Marco Gundlach | –                  | –          | 02,5 % | –                  |            |
| Einzelbewerber Frank Gartzke  | 05,3 %             | 1          | –      | –                  |            |
| Insgesamt                     | 100 %              | 12         | 100 %  | 12                 |            |

### Bürgermeister
- 1998–2003: Klaus Brandt (SPD)[15]
- 2003–2016: Karl Heimann (CDU)[16]
- seit 2016: Uwe Koch (zunächst CDU, jetzt WGZ)[17]

Koch wurde in der Bürgermeisterwahl am 26. Mai 2019 mit 57,8 % der gültigen Stimmen wiedergewählt. Am 9. Juni 2024 wurde er mit 72,4 % der gültigen Stimmen in seinem Amt bestätigt. Seine Amtszeit beträgt fünf Jahre.

### Wappen
| Wappen von Gramzow | Blasonierung: „In einer silbern gefugten roten Ziegelmauer ein spitzbogiges, silbern gerahmtes blaues Fenster, oben beseitet von zwei silbernen Dreipässen, darin ein stehender, widersehender rot-bewehrter Storch in natürlichen Farben.“ |
| Wappen von Gramzow | Das Wappen wurde am 26. Januar 2000 durch das Ministerium des Innern genehmigt. |

### Flagge
„Die Flagge ist Blau - Weiß - Blau (1:2:1) gestreift und mittig mit dem Gemeindewappen belegt.“

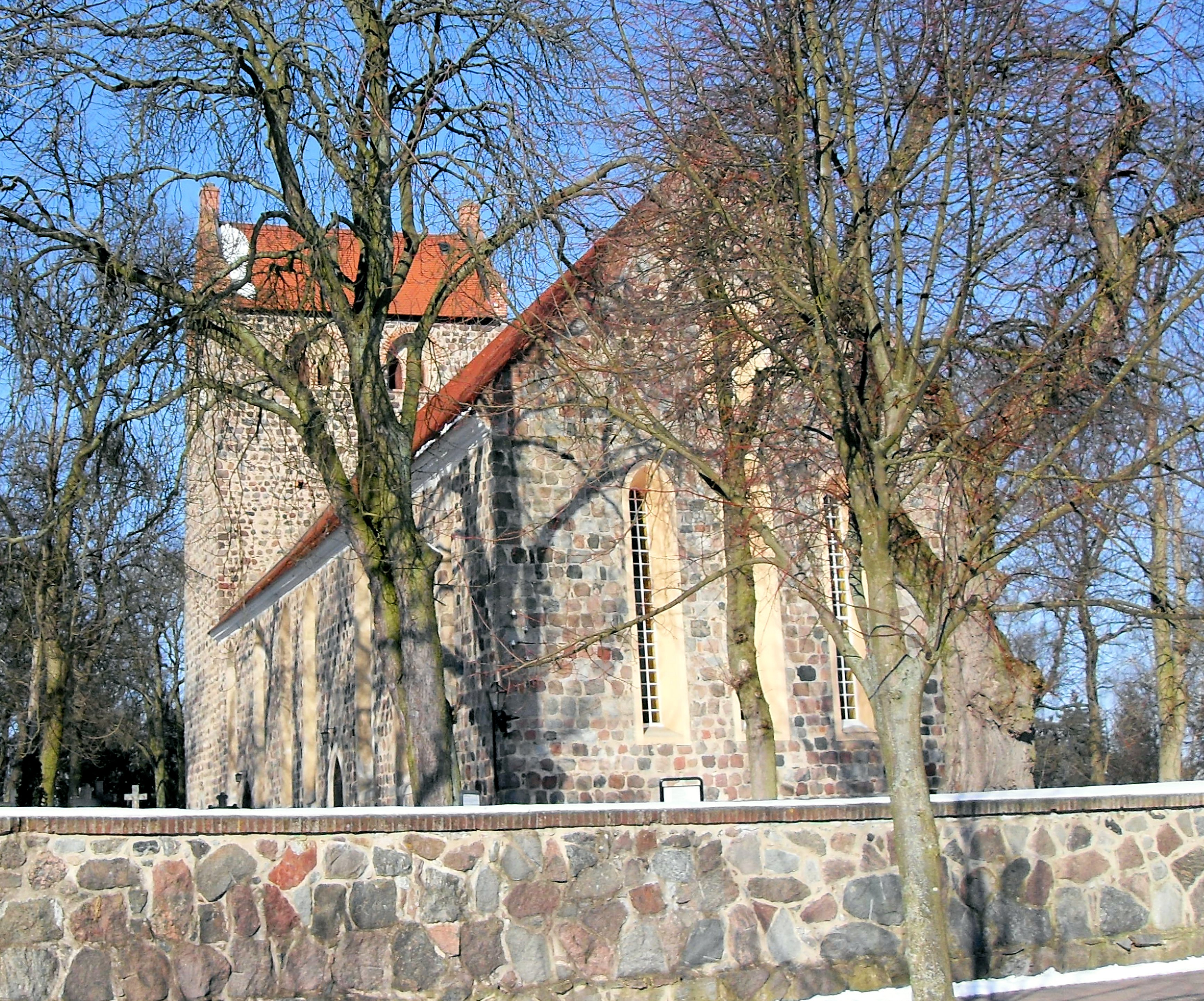
Kirche St. Marien Gramzow

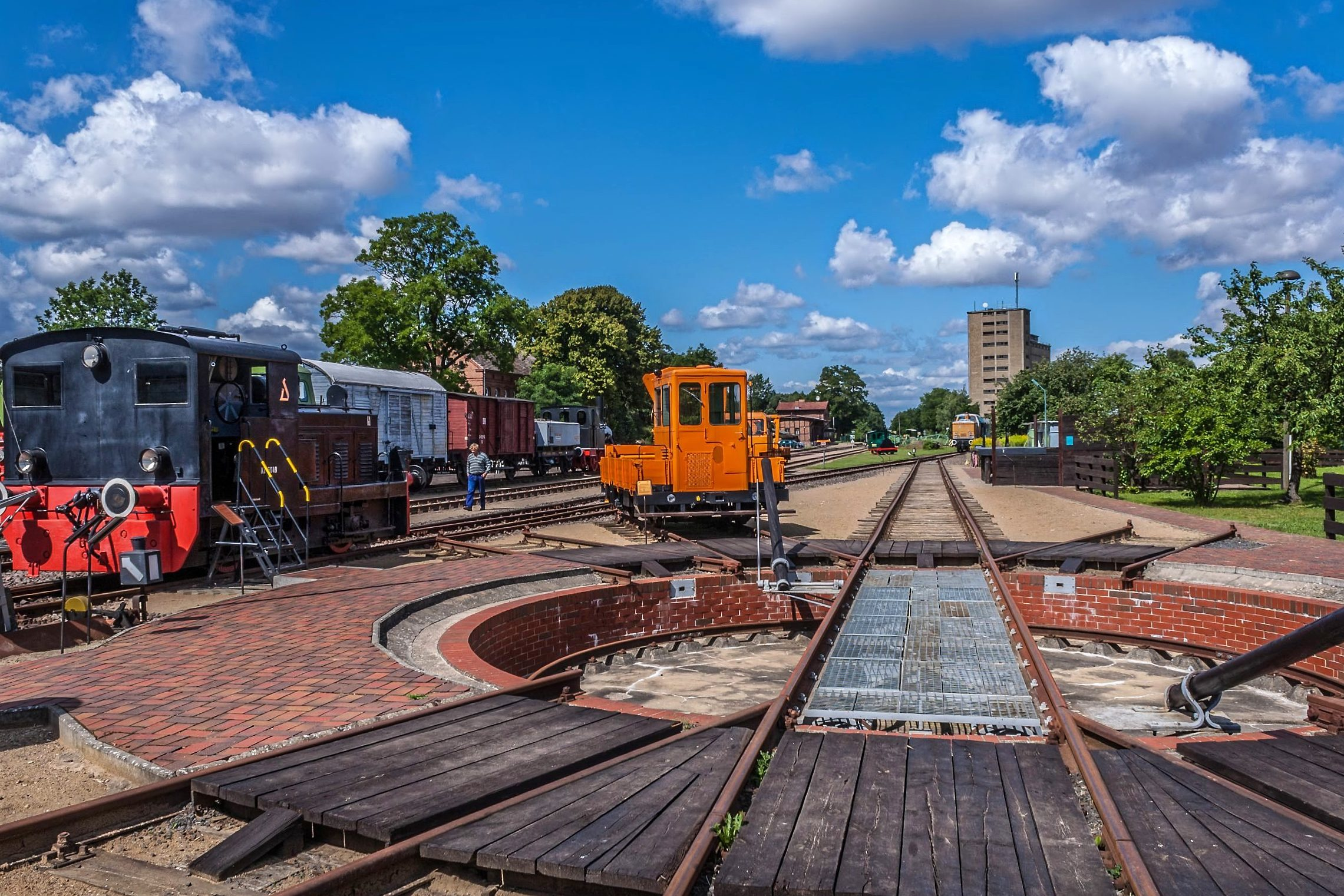
Eisenbahnmuseum Gramzow

## Sehenswürdigkeiten
In der Liste der Baudenkmale in Gramzow stehen die in der Denkmalliste des Landes Brandenburg eingetragenen Baudenkmale.
- Eisenbahnmuseum mit der Gramzower Museumseisenbahn (Brandenburgisches Museum für Klein- und Privatbahnen am ehemaligen Bahnhof)
- Die Kirche St. Marien ist eine stattliche frühgotische Feldsteinkirche.
- Vom Kloster Gramzow ist ein Rest der ehemaligen gotischen Klosterkirche aus Backstein erhalten, der auf ein ungewöhnliches, originelles Bauwerk schließen lässt.
- Speicher Gramzow ist ein Industriedenkmal und gilt u. a. als Symbol für die Kollektivierung der Landwirtschaft in der DDR. Heute dient der Speicher als Kulturort, in dem regelmäßig Ausstellungen und Veranstaltungen stattfinden.[22] Das Gebäude erhielt 2021 den Brandenburgischen Denkmalpflegepreis sowie 2022 den Deutschen Preis für Denkmalschutz.[23]

## Verkehr
Gramzow liegt an der Bundesstraße B 198 zwischen Prenzlau und Angermünde. Die B 166 führt zwischen dem Kreuz Uckermark und Schwedt über das Gemeindegebiet, hat aber keine Anbindung an den Ort. Die nächstgelegene Autobahnanschlussstelle ist Gramzow an der A 11 Berlin–Stettin.
Im Jahr 1906 wurde die Kreisbahn Schönermark–Damme mit dem Bahnhof Gramzow und dem Haltepunkt Lützlow eingeweiht. 1979 wurde der Streckenabschnitt nach Schönermark und 1995 der nach Damme stillgelegt. Auf dem Streckenteil zwischen Gramzow und Damme und zwischen Damme und Eickstedt betreibt das Eisenbahnmuseum Gramzow heute eine eigene Strecke. Ausgangspunkt ist das Museum in Gramzow.

## Persönlichkeiten

### Söhne und Töchter der Gemeinde
- Bernhard Kohlreif (1605–1646), Rektor des Gymnasiums zum Grauen Kloster in Berlin
- Franz Theremin (1780–1846), evangelischer Theologe und Dichter
- Bernhard von Schkopp (1817–1904), preußischer General der Infanterie, in Polßen geboren
- Anna Karbe (1852–1875), märkische Lieder- und Heimatdichterin
- Hermann Remané (1864–1932), Elektrotechniker und Erfinder
- Paul Hellmann (1889–1964), Kapitän des Blockadebrechers Osorno, einziger Ritterkreuzträger der deutschen Handelsmarine im Zweiten Weltkrieg, in Zehnebeck geboren
- Annegret Hahn (* 1951), Regisseurin und Theaterintendantin

### Mit Gramzow verbundene Persönlichkeiten
- Herbert Brumm (Pseudonym Harry Bär) (1909–1985), Schriftsteller und Fotograf, lebte in Gramzow
- Curt-Jürgen Heinemann-Grüder (1920–2010), evangelischer Pfarrer und Superintendent in Gramzow
- Walter Bredendiek (1926–1984), evangelischer Theologe und Funktionär der DDR-CDU, wuchs in Gramzow auf und arbeitete dort mehrere Jahre